# Guerra otomano-veneziana (1714-1718)
A Sétima Guerra Otomano-Veneziana (também chamada de Segunda Guerra Moreana, a Pequena Guerra ou, na Croácia, a Guerra de Sinj)  foi travada entre a República de Veneza e o Império Otomano entre 1714 e 1718. foi o último conflito entre as duas potências, e terminou com uma vitória otomana e a perda da maior posse de Veneza na península grega, o Peloponeso (Morea). Veneza foi salva de uma derrota maior pela intervenção da Áustria em 1716. As vitórias austríacas levaram à assinatura do Tratado de Passarowitz em 1718, que pôs fim à guerra.

## Consequências
O tratado pôs fim ao último conflito militar real em que a República de Veneza participou e a conclusão definitiva de mais de 300 anos de lutas sem fim com o Império Otomano, iniciadas em 1416 com a vitoriosa batalha naval dos venezianos ao largo de Gallipoli. Passarowitz também sancionou a involução política definitiva da Sereníssima, que abandonou para sempre uma posição de importância no Mediterrâneo oriental onde manteve apenas algumas faixas de seu antigo império marítimo. Desvanecidas as perspectivas de vingança no Levante, nascidas da epopeia do conquistador Morosini, Veneza, até à sua queda, manterá no Ultramar, tal como o continente, uma posição leal à neutralidade e à conservação do que restou. Os repetidos convites austríacos entre 1736-'39 durante o conflito austro-russo em oposição aos turcos serão inúteis, para ir à guerra em troca de promessas de novas anexações no Ultramar, e uma atitude semelhante não foi abandonada mesmo no dois confrontos armados sucessivos de 1768-'74 e 1787-'92.

Em 1770, para aqueles que solicitaram uma aliança com a Áustria, o procurador Francesco Morosini (homônimo do herói de Candia e da Morea) apontou "o axioma político de que quando uma pequena potência se torna aliada de uma grande, a pequena potência fica sujeita e dependente do outro”. Da mesma forma, o Império Otomano também iniciou um lento declínio com a retirada progressiva de suas posições nos Balcãs em detrimento da Áustria, a verdadeira triunfante em Passarowitz através da anexação de parte da Valáquiae norte da Sérvia. Ficava então claro que Veneza havia passado de uma potência que apresentava as características peculiares de uma república marítima a um estado continental, embora o patriciado continuasse a permanecer na linha política de preeminência e maior consideração reservada ao ultramar do que ao domínios do continente, uma posição que ela pagará dramaticamente quase 80 anos depois, encontrando-se despreparada para os eventos que levaram à sua queda em 1797.